# Gletscher-Gämswurz
Die Gletscher-Gämswurz (Doronicum glaciale) ist eine in den Ostalpen endemische Pflanzenart der Gattung Gämswurzen (Doronicum) aus der Familie der Korbblütler (Asteraceae). Sie kommt in zwei vikariierenden Unterarten vor.

## Merkmale

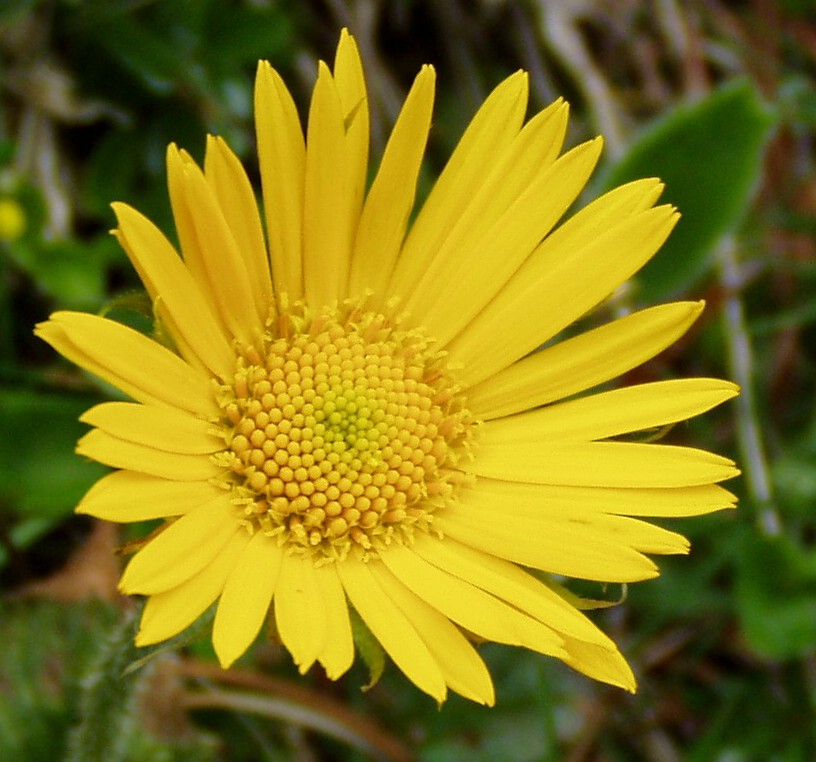
Blütenkopf

Die Gletscher-Gämswurz ist eine mehrjährige krautige Pflanze mit einem kräftigen Rhizom als Überdauerungsorgan.
Alle Laubblätter sind buchtig gezähnt und mit Wimper- und Drüsenhaaren behaart, aber ohne Wollhaare.
Die Grundblätter besitzen einen zwei bis fünf Zentimeter langen Stiel. Die länglich bis länglich-lanzettlich Blattspreite ist zwei bis viereinhalb Zentimeter lang, 1,2 bis 2 Zentimeter breit, verschmälert sich allmählich bis zum Blattstiel und ist stets kürzer als der Stiel. Die unteren Stängelblätter sind den Grundblättern ähnlich, nur mit kürzerem Stiel. Die oberen Stängelblätter sind elliptisch-lanzettlich, spitz und mit einem seicht herzförmigen Grund halbstängelumfassend.
Die aufrechten oder aufsteigenden und unverzweigten Stängel sind zumindest oben steifhaarig und drüsig. Der untere Teil ist markig, unterhalb des Blütenkopfes ist der Stängel hohl.
Die Blütenköpfe haben einen Durchmesser von 3,5 bis 4,5 Zentimetern und stehen stets einzeln. Die lineal-lanzettlichen Hüllblätter besitzen Drüsenhaare und mehrzellreihige Wimperhaare und sind 8 bis 14 Millimeter lang (etwa halb so lang wie die Zungenblüten). Die Zungenblüten sind zwei bis drei Millimeter breit und etwa sieben Millimeter lang. Alle Blüten besitzen einen Pappus.
Die Achänen sind 2 Millimeter lang, besitzen zehn Rippen und einen Pappus, der etwas länger als die Frucht ist.
Die Chromosomenzahl beträgt 2n = 60.

## Vorkommen
Die Gletscher-Gämswurz ist in den Ostalpen östlich von Innsbruck endemisch und kommt nur in Österreich, Deutschland (nur Berchtesgadener Alpen), Italien und Slowenien vor. In Österreich fehlt sie in Wien, Burgenland und in Vorarlberg.
Sie wächst in Steinschuttfluren und Schneebodengesellschaften der subalpinen bis alpinen Höhenstufe auf kalkhaltigen Fein- und Grobschuttböden. Sie ist eine Charakterart des Verbands Drabion hoppeanae und kommt auch in Gesellschaften der Klasse Salicetea herbaceae vor. Sie steigt am Monte Stablel in der Adamellogruppe bis 2900 Meter Meereshöhe auf.

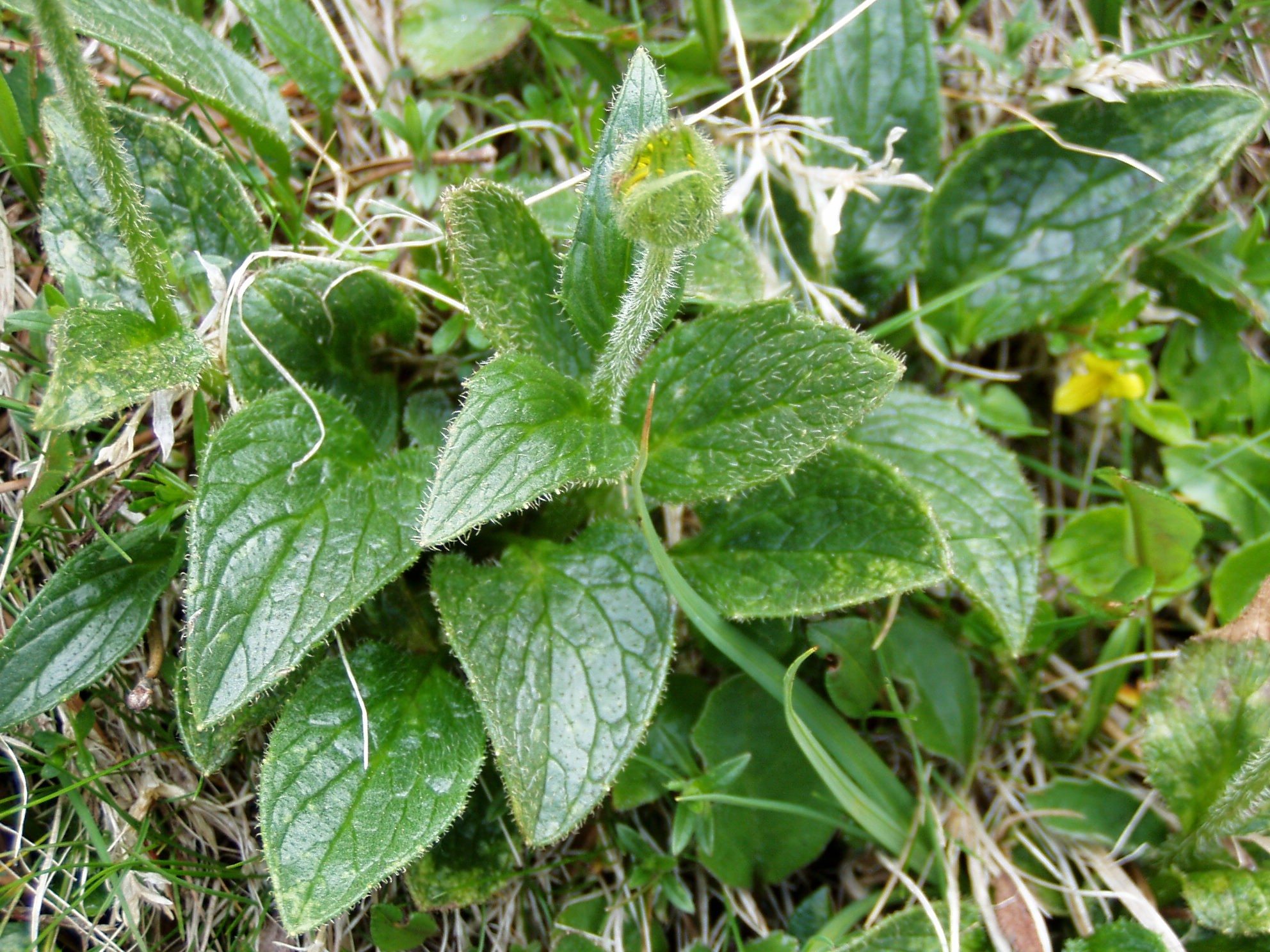
Doronicum glaciale subsp. calcareum auf der Rax

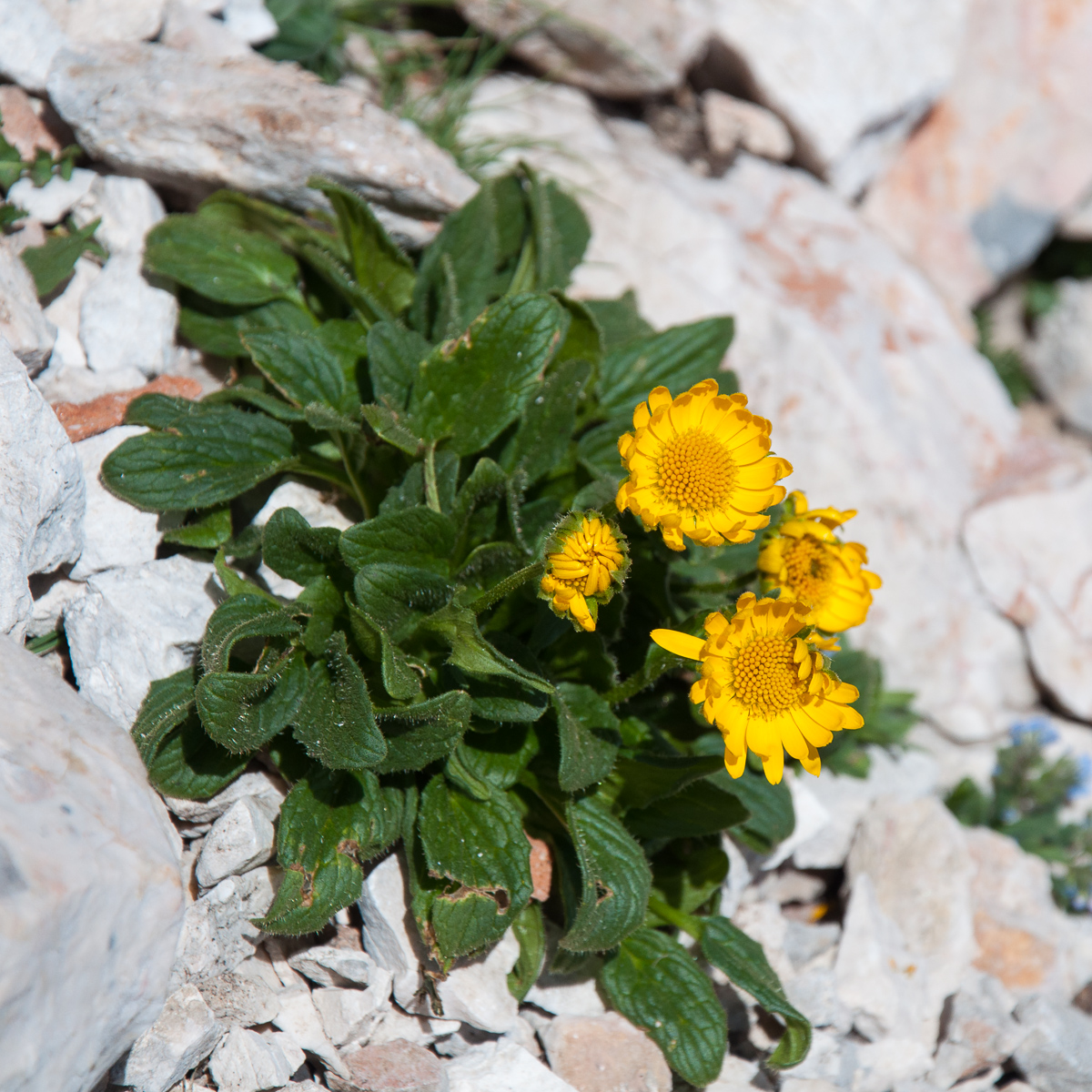
Gletscher-Gämswurz (Doronicum glaciale)

## Unterarten

### Unterart Kalk-Gämswurz
Doronicum glaciale (Wulfen) Nyman subsp. calcareum (Vierh.) Hegi (Syn.: Doronicum calcareum Vierh.), die Kalk-Gämswurz ist ein Endemit der nordöstlichen Kalkalpen: Sein Areal reicht vom Dürrenstein und dem Hochschwab ostwärts bis zum Schneeberg. Die Laubblätter besitzen am Rand keine Drüsenhaare. Korbstiel und Hülle sind reichlich mit 0,3 bis 0,5 Millimeter langen Drüsenhaaren und mit 0,5 bis 1 Millimeter langen drüsenlosen Haaren besetzt. Diese Unterart ist kalkstet.

### Unterart Eigentliche Gletscher-Gämswurz
Die Nominatform Doronicum glaciale (Wulfen) Nyman subsp. glaciale hat an den Laubblatträndern 0,05 bis 0,2 Millimeter lange Drüsenhaare. Korbstiel und Hülle sind mit sitzenden bis sehr kurz gestielten Drüsen besetzt sowie mit zahlreichen 0,5 bis 1 Millimeter langen drüsenlosen Haaren. Diese Unterart wächst über Kalk- und Intermediär-Gestein. Sie kommt in Österreich, Deutschland, Italien und Slowenien vor. Sie tritt nur westlich des Hochschwab auf, vikariiert also mit der anderen Unterart. Manche Populationen in der Steiermark, so auf dem Hochschwab und im Grazer Bergland, vermitteln jedoch zwischen den beiden Unterarten.